# Niels Finn Christiansen
Niels Finn Christiansen (født 22. juli 1937, død 9. oktober 2023) var en dansk historiker og venstrefløjspolitiker.
Han blev student i 1956, aftjente værnepligt 1956-1958, læste historie på Københavns Universitet, hvor han i 1965 modtog universitetets guldmedalje for sin prisopgave om Socialdemokratiets idéudvikling 1890-1940. Han var i sin studietid aktiv i Studentersamfundet – socialistiske studenter (1961-1968). I 1965 gik han ind i Vietnambevægelsen, hvor han fortsatte som aktiv til 1973. Christiansen var medlem af Venstresocialisterne 1967-1973 og bl.a. medlem af partiets forretningsudvalg, men forlod i 1973 partiet sammen med leninist-fraktionen.
Christiansen blev mag.art. i historie i 1969, var derefter amanuensis og fra 1972 lektor ved Historisk Institut, 1992-2007 ved Institut for Nordiske Studier og Sprogvidenskab. Fra 2010 adjungeret professor ved Syddansk Universitet, Center for Velfærdsstatsforskning. Han blev dr.phil. i historie i 1999 på en disputats om Hartvig Frisch.
I 1970 var han med til at stifte Selskabet til Forskning i Arbejderbevægelsens Historie (SFAH), som han siden var medlem af. Han var i 1973-1976 og atter 1984-1994 redaktør af selskabets årbog. Han sad i Politisk Revys styrelse fra 1972 og var medlem af Kritiske Historikere fra 1973 til foreningens opløsning omkring 1985.
Christiansens forskningsområder var arbejderbevægelsens historie og velfærdsstatens udvikling set i en historisk kritisk belysning.

## Forfatterskab
- Socialismens historie. Fra kapitalismens gennembrud til 1. verdenskrig, bind 1, 1976.
- Arbejderbevægelsens forhistorie. Træk af den tidlige danske arbejderbevægelses politiske og sociale udvikling 1848 til 1880, 1986.
- Afsnittet om 1920'erne i: Gyldendals Danmarkshistorie, bind 7, 1988
- Klassesamfundet organiseres 1900-1925, bind 12 i Gyldendal og Politikens Danmarkshistorie, 1990.
- "Socialismen og fædrelandet. Arbejderbevægelsen mellem internationalisme og national stolthed 1871-1940", i: Dansk Identitetshistorie: Folkets Danmark 1848-1940, bind 3, 1992.
- Hartvig Frisch. Mennesket og politikeren. En biografi, 1993.
- Den politiske ordfører, 1999.
- "The Nordic Model of Welfare. A Historical Reappraisal", (red. og forfatter), 2006
- "Dansk Velfærdshistorie", bind I-VI, (red. sammen med Jørn Henrik Petersen og Klaus Petersen, og forfatter), 2010-2014.